# りゅうこつ座ベータ星
りゅうこつ座β星は、りゅうこつ座の恒星で2等星。現在、2等星の中では天の南極に最も近く、Diamond Crossというアステリズムを作る恒星のうち最も明るいもので、南西の一角を占める。

## 名称
Beta Carinae, β Car。固有名ミアプラキドゥス (Miaplacidus)は、1856年にイライジャ・バリットが出版したGeography of the Heavensという星図に初めて登場した。名前の由来は長い間謎である。後半の -placidus はラテン語で「静かな」を意味すると考えられているが、前半の Mia- については見解が分かれる。星名の研究家ウィリアム・ヒギンズはアラビア語で「水」を意味するmiyāh (مياه) としているが、パウル・クーニッチは謎のままとしている。2016年8月21日に国際天文学連合の恒星の命名に関するワーキンググループ (Working Group on Star Names, WGSN) は、Miaplacidus をりゅうこつ座β星の固有名として正式に承認した。
なおMiaplacidusを英語風に発音して「ミアプラシダス」と呼ばれることもある。